# Giel Wittelings
Giel Wittelings (29 juli 1917 - 29 januari 1989) was een Nederlands voetballer.
Wittelings was doelman van MVV waarmee hij in 1948 afdelingskampioen werd. Zijn bijnaam was Giel de plukpik. Later werd hij trainer van verschillende ploegen waaronder WVV '28. Hij overleed op 71-jarige leeftijd in 1989.